# 뉴 사우스 필라델피아 아레나
뉴 사우스 필라델피아 아레나(영어: New South Philadelphia Arena)은 미국 펜실베이니아주 필라델피아에 위치한 실내 경기장이다. 2031년 NBA 필라델피아 세븐티식서스와 NHL 필라델피아 플라이어스, WNBA 필라델피아  WNBA 팀의 홈경기장으로 사용할 예정이다.
새로운 경기장은 당초 센터 시티의 세븐티식스 플레이스 앳 마켓 이스트(영어: 76 Place at Market East)를 건설할 계획이었던 세븐티식서스가 계획을 취소하고 플라이어스와 제휴하여 기존 사우스 필라델피아 스포츠 콤플렉스 내에 두 팀이 공유할 새로운 경기장을 건설하면서 2025년 1월에 발표되었다. 경기장의 소유권은 세븐티식서스의 소유주인 해리스 블리처 스포츠&엔터테인먼트(HBSE)와 플라이어스의 소유주인 컴캐스트 스펙터커가 나눠 갖게 된다.

## 경기장 명칭
컴캐스트 스펙터커는 뉴 사우스 필라델피아 아레나에 대한 명명권을 소유하고 있다.